# Harold Ballard
Temple de la renommée : 1977
Edwin Harold Ballard (né le 30 juillet 1903 à Toronto en Ontario et mort le 11 avril 1990 dans cette même ville) fut le propriétaire majoritaire des Maple Leafs de Toronto ainsi que de leur aréna le Maple Leaf Gardens et des Tiger-Cats de Hamilton. En 1977, Ballard fut intronisé au temple de la renommée du hockey et en 1986, ce fut au tour du temple de la renommée du football canadien de lui remettre cet honneur.
Ballard est aussi connu pour avoir tout fait pour que la vedette du hockey et capitaine de sa formation Dave Keon ne puisse plus jamais jouer dans la ligue nationale en bloquant tout transfert vers une autre formation. Cependant, il finit par revenir lorsque les Whalers de Hartford vinrent dans la grande ligue.